# Muneville-sur-Mer
Muneville-sur-Mer est une commune française, située dans le département de la Manche en région Normandie, peuplée de 494 habitants.

## Géographie

### Localisation
Muneville-sur-Mer est située à 4 km de Bréhal et de Cérences. Son relief est composé de collines et le paysage correspond totalement au bocage normand. Malgré son nom, la commune n'est pas littorale et son bourg est situé à environ 5 km de la mer.
| Lingreville          | Quettreville-sur-Sienne (comm. dél. de Quettreville-sur-Sienne) | Quettreville-sur-Sienne (comm. dél. de Quettreville-sur-Sienne) |
| Lingreville          | Muneville-sur-Mer                                               | Quettreville-sur-Sienne (comm. dél. de Quettreville-sur-Sienne) |
| Bricqueville-sur-Mer | Bricqueville-sur-Mer                                            | Cérences                                                        |

### Hydrographie
La commune est située dans le bassin Seine-Normandie. Elle est drainée par le cours d'eau 01 des Hardes, le cours d'eau 01 de l'Hôtel Bocage, le cours d'eau 08 de la Huberdière et le ruisseau Fessée,,.

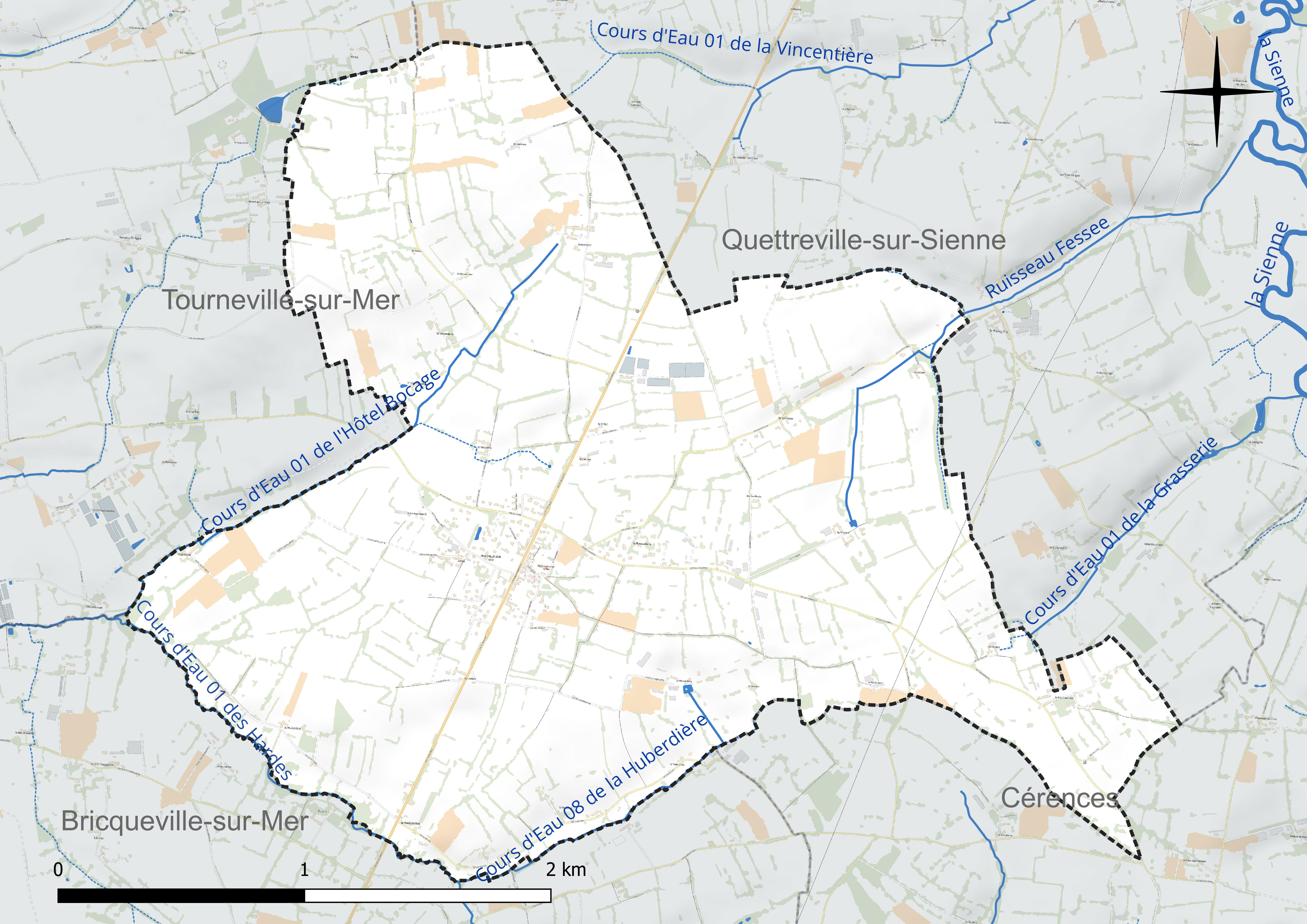
Réseau hydrographique de Muneville-sur-Mer.

### Climat
Pour des articles plus généraux, voir Climat de la Normandie et Climat de la Manche.
En 2010, le climat de la commune est de type climat océanique franc, selon une étude du CNRS s'appuyant sur une série de données couvrant la période 1971-2000. En 2020, Météo-France publie une typologie des climats de la France métropolitaine dans laquelle la commune est exposée à un climat océanique et est dans la région climatique  Normandie (Cotentin, Orne), caractérisée par une pluviométrie relativement élevée (850 mm/a) et un été frais (15,5 °C) et venté.
Pour la période 1971-2000, la température annuelle moyenne est de 11 °C, avec une amplitude thermique annuelle de 11,6 °C. Le cumul annuel moyen de précipitations est de 952 mm, avec 14,1 jours de précipitations en janvier et 8,4 jours en juillet. Pour la période 1991-2020, la température moyenne annuelle observée sur la station météorologique la plus proche, située sur la commune de Longueville à 10 km à vol d'oiseau, est de 11,9 °C et le cumul annuel moyen de précipitations est de 802,4 mm,. Pour l'avenir, les paramètres climatiques de la commune estimés pour 2050 selon différents scénarios d’émission de gaz à effet de serre sont consultables sur un site dédié publié par Météo-France en novembre 2022.

## Urbanisme

### Typologie
Au 1er janvier 2024, Muneville-sur-Mer est catégorisée commune rurale à habitat dispersé, selon la nouvelle grille communale de densité à sept niveaux définie par l'Insee en 2022.
Elle est située hors unité urbaine. Par ailleurs la commune fait partie de l'aire d'attraction de Granville, dont elle est une commune de la couronne,. Cette aire, qui regroupe 34 communes, est catégorisée dans les aires de moins de 50 000 habitants,.

### Occupation des sols
L'occupation des sols de la commune, telle qu'elle ressort de la base de données européenne d’occupation biophysique des sols Corine Land Cover (CLC), est marquée par l'importance des territoires agricoles (94,4 % en 2018), une proportion sensiblement équivalente à celle de 1990 (95,1 %). La répartition détaillée en 2018 est la suivante : zones agricoles hétérogènes (39,4 %), prairies (35,6 %), terres arables (19,4 %), zones urbanisées (5,6 %). L'évolution de l’occupation des sols de la commune et de ses infrastructures peut être observée sur les différentes représentations cartographiques du territoire : la carte de Cassini (XVIIIe siècle), la carte d'état-major (1820-1866) et les cartes ou photos aériennes de l'IGN pour la période actuelle (1950 à aujourd'hui).

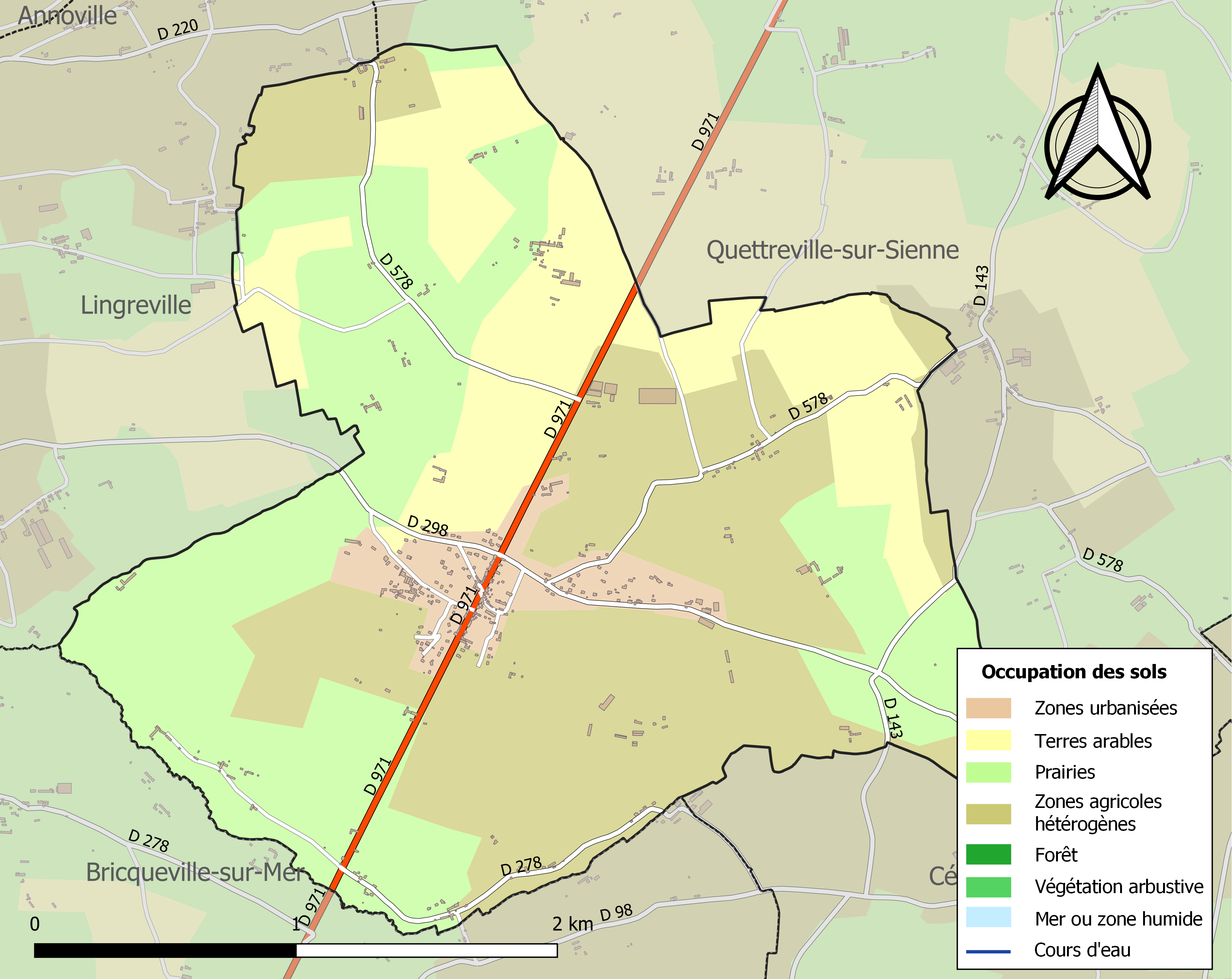
Carte des infrastructures et de l'occupation des sols de la commune en 2018 (CLC).

## Toponymie
Le nom de la localité est attesté sous les formes Mulevilla en 1056, Munevilla sans date.
Le déterminant -sur-Mer est employé d'après la situation géographique, malgré son nom, la commune n'est pas littorale et son bourg est situé à environ cinq kilomètres de la mer.
Le gentilé est Munevillais.

## Histoire
Aux XVIIe et XVIIIe siècles, la paroisse de Muneville a pour seigneur Henry Escoullant (1692-1753), écuyer, chevalier de l'ordre royal et militaire de Saint-Louis. Le dernier seigneur fut Charles Leforestier qui siégea en 1789 à l'assemblée des trois ordres du bailliage de Cotentin.

## Politique et administration

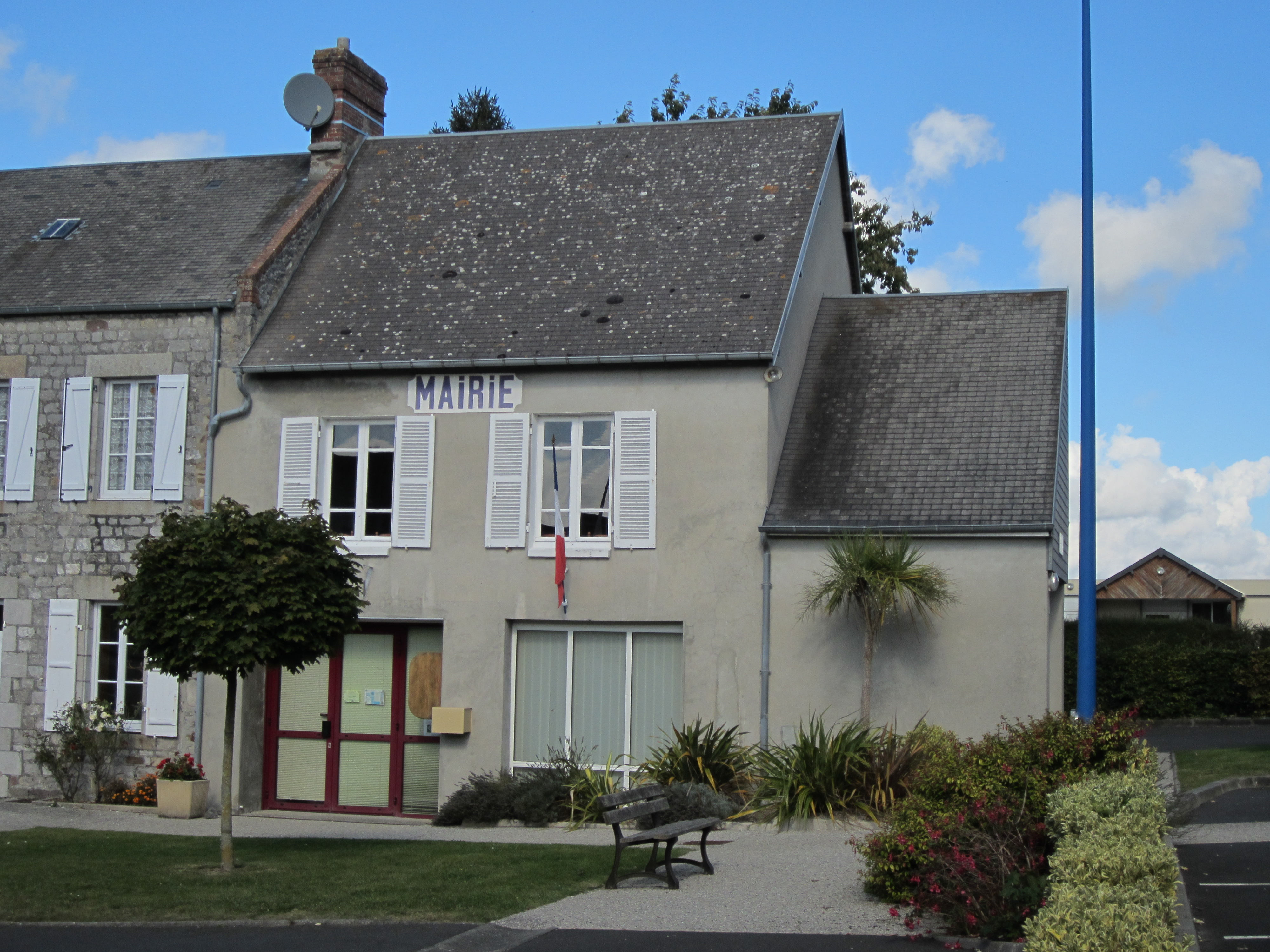
La mairie.

| Période                                  | Période  | Identité      | Étiquette | Qualité     |
| ---------------------------------------- | -------- | ------------- | --------- | ----------- |
| 1965                                     | 1995     | André Ouin    |           |             |
| 1995                                     | En cours | Louis Leconte | SE        | Agriculteur |
| Les données manquantes sont à compléter. |          |               |           |             |

## Démographie
L'évolution du nombre d'habitants est connue à travers les recensements de la population effectués dans la commune depuis 1793. Pour les communes de moins de 10 000 habitants, une enquête de recensement portant sur toute la population est réalisée tous les cinq ans, les populations de référence des années intermédiaires étant quant à elles estimées par interpolation ou extrapolation. Pour la commune, le premier recensement exhaustif entrant dans le cadre du nouveau dispositif a été réalisé en 2007.
En 2022, la commune comptait 494 habitants, en évolution de +5,33 % par rapport à 2016 (Manche : −0,31 %, France hors Mayotte : +2,11 %).
| 1793 | 1800 | 1806 | 1821 | 1831 | 1836 | 1841  | 1846  | 1851 |
| ---- | ---- | ---- | ---- | ---- | ---- | ----- | ----- | ---- |
| 790  | 839  | 956  | 940  | 893  | 825  | 1 003 | 1 005 | 976  |

| 1856 | 1861 | 1866 | 1872 | 1876 | 1881 | 1886 | 1891 | 1896 |
| ---- | ---- | ---- | ---- | ---- | ---- | ---- | ---- | ---- |
| 719  | 664  | 661  | 638  | 650  | 658  | 619  | 588  | 510  |

| 1901 | 1906 | 1911 | 1921 | 1926 | 1931 | 1936 | 1946 | 1954 |
| ---- | ---- | ---- | ---- | ---- | ---- | ---- | ---- | ---- |
| 477  | 476  | 465  | 405  | 433  | 411  | 412  | 412  | 375  |

| 1962 | 1968 | 1975 | 1982 | 1990 | 1999 | 2006 | 2007 | 2012 |
| ---- | ---- | ---- | ---- | ---- | ---- | ---- | ---- | ---- |
| 387  | 346  | 321  | 289  | 334  | 313  | 357  | 363  | 428  |

| 2017 | 2022 | - | - | - | - | - | - | - |
| ---- | ---- | - | - | - | - | - | - | - |
| 475  | 494  | - | - | - | - | - | - | - |

## Lieux et monuments
- Église Saint-Pierre-Saint-Paul en partie du XIe siècle avec un clocher fortifié à parapets en encorbellement et toit en bâtière[24] du XVe siècle[Note 5], nef partiellement romane et chœur du XIVe siècle. Elle abrite une Vierge à l'Enfant (XIVe) et un calice et sa patène (XVIIe) classés au titre objet aux monuments historiques[25],[26]. Cette église dépend de la paroisse Notre-Dame-de-l'Espérance du doyenné du Pays de Granville-Villedieu[27].
- Ferme de la Vesquerie (XVe siècle), ancien manoir seigneurial.
- Le Manoir. Ancien petit séminaire diocésain mis en place en 1839 à la suite d'une épidémie de fièvre typhoïde à Coutances et qui resta en activité près de douze ans[17].
- Les trois tombes[28] des aviateurs anglais dont l'avion Albemarle s'est écrasé, la nuit du 27 au 28 juillet 1944, alors qu'ils allaient larguer des vivres à une ou plusieurs équipes du SOE (Special Operations Executives ou Direction des opérations spéciales) sur un terrain en Mayenne[29]. Trois aviateurs survécurent au crash. Cet équipage s'était illustré lors du débarquement de Normandie en juin 1944 et leur escadron ensuite (le 297 Squadron du 38 Group de la Royal Air Force) lors des opérations Market Garden en septembre 1944 et Varsity en mars 1945, sans compter les innombrables ravitaillements aériens derrière les lignes ennemis au profit de la résistance et des agents infiltrés[30].

## Héraldique
| Blason de Muneville-sur-Mer | Blason  | D'or à deux burelles abaissées d'azur, à une église du même, ouverte et ajourée de sable mise en perspective, posée brochante sur le haut de la première burelle, adextrée de trois croix latines de sable celle du centre plus haute, mouvant de cette burelle, et accompagnée en chef dextre d'un avion du même en piqué et posé en barre, la seconde burelle chargée de deux léopards d'or armés et lampassés d'azur, à quatre merlettes de gueules trois rangées en fasce entre les burelles et une en pointe. |
| Blason de Muneville-sur-Mer | Détails | Ces armoiries sont inspirées de celles de la famille Paynel. L'avion évoque l'Albemarle P1400 du 297e Escadron du 38e Groupe de la Royal Air Force, abattu la nuit du 27 au 28 juillet 1944 et qui s'est écrasé sur le territoire de la commune. Les trois stèles rendent justement hommage aux trois passagers de l'avion décédés lors de ce crash. Enfin, les deux léopards d'or rappellent les armoiries de la Normandie. Officiel depuis février 2024. Auteur(s)Frédéric Hatlas                                |